# Kizalofop-P-etil
Kizalofop-P-etil  je ariloksifenoksi-propionat čija djelatna tvar izaziva inhibiciju enzima ACCase odgovornog za sinteze lipida neophodnih u izgradnji staničnih membrana i to isključivo kod trava. 
Primjenjuje se kao graminicid u usjevima i nasadima. Osjetljive kulture na ovu vrstu herbicida su žitarice, kukuruz, krumpir i povrće.